# 효명고등학교
효명고등학교(曉明高等學校)은 대한민국 경기도 평택시 장당동에 있는 사립 고등학교이다.

## 학교 연혁
- 1953년 5월 21일 : 효명고등공민학교 설립, 설립자 유수철 도미니꼬 신부
- 1957년 2월 26일 : 효명공업고등학교 인가(건축과 3학급)
- 1957년 2월 26일 : 초대 교장 김경하 선생 취임, 효명중학교 교장 겸임
- 1960년 2월 10일 : 효명공업고등학교 제1회 졸업 33명(남 24명, 여 9명)
- 1962년 12월 18일 : 교명변경 효명실업고등학교 - 상업과 3학급 신설
- 1963년 10월 15일 : 체육관(유도장) 철근 콘센트 준공(183.7m2)
- 1965년 10월 10일 : 목공장 준공(376.86m2)
- 1968년 12월 20일 : 가정관 준공 573.4m2 (1층 284.9m2, 2층 288.5m2)
- 1969년 6월 30일 : 본관 교실 준공 2224.38m2 (1층 875.76m2, 2층 867.66m2, 3층 480.96m2)
- 1969년 11월 22일 : 교명변경 효명종합고등학교 - 보통과 3학급 신설
- 1972년 6월 30일 : 지혜관 준공 1110.44m2(1층 555.22m2, 2층 555.22m2)
- 1983년 5월 16일 : 학교법인 광암학원 설립(천주교 수원교구 유지재단에서 법인 설립)
- 1983년 6월 1일 : 특별교실 증축 준공 893.70m2, 2층 도서관
- 1994년 10월 1일 : 기숙사 475.24m2(1층 237.62m2, 2층 237.62m2)
- 1999년 3월 24일 : 학교급식소 준공 1102.6m2(1층 923m2, 2층 179.6m2)
- 2002년 6월 1일 : 운동부 합숙소 준공 192.9m2
- 2003년 11월 6일 : 효명 50주년 기념 체육관 준공(2300.5m2)
- 2004년 3월 1일 : 교명변경 효명고등학교
- 2009년 4월 23일 : 제5대 이사장 이용훈(마티아) 주교 취임
- 2009년 9월 : 학칙변경(전자과 폐과, 기계과 폐과, 보통과 20학급)
- 2021년 7월 1일 : 제10대 교장 박현창(베드로) 신부 취임
- 2022년 1월 6일 : 제63회 졸업식(271명, 연 18,149명)
- 2022년 3월 2일 : 입학식(302명)

## 참고 자료
- 효명고등학교 - 한국교육학술정보원 학교알리미